# Confraternite di Firenze

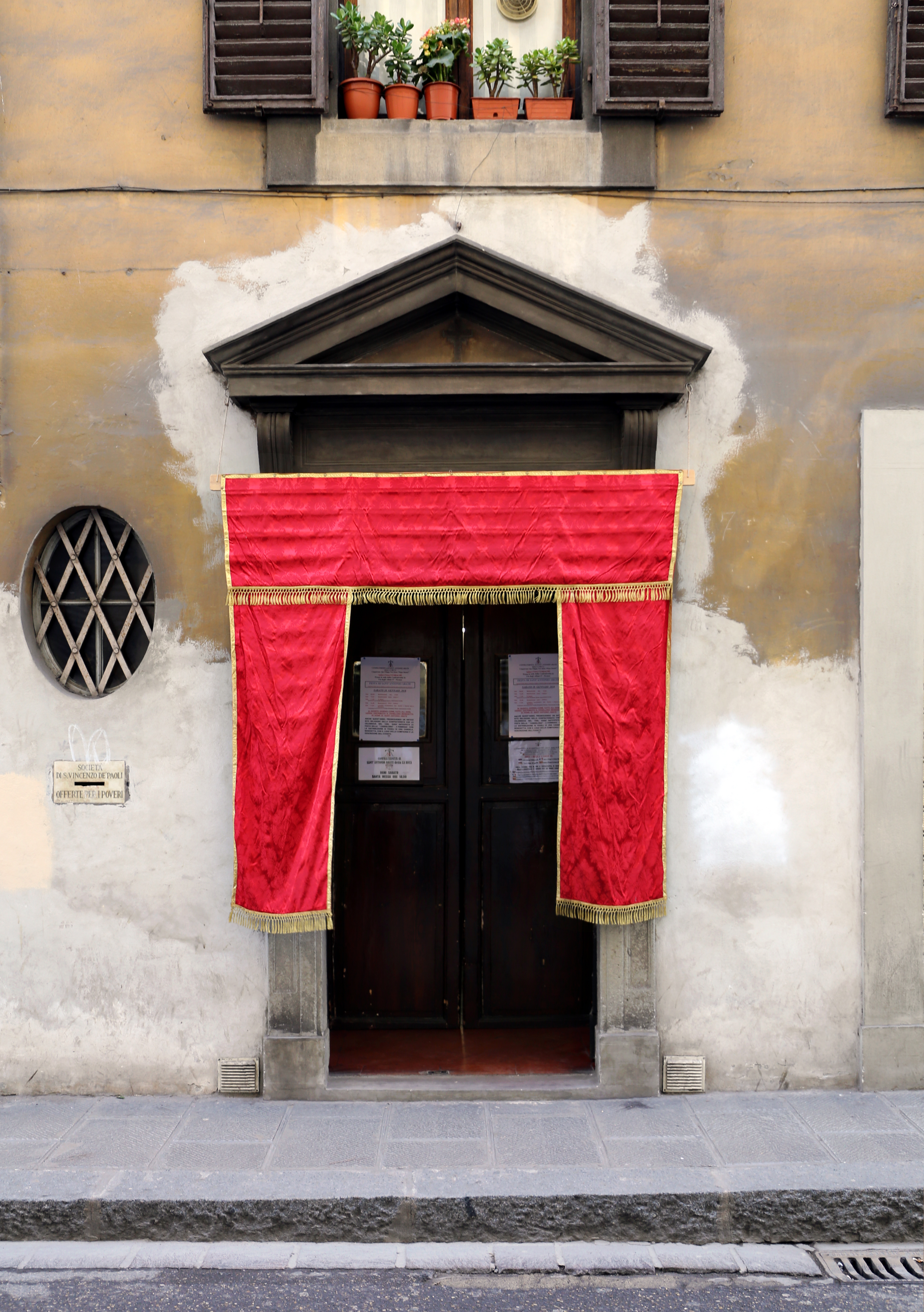
L'entrata della buca di Sant'Antonio Abate in via Alfani, addobbata per la festa di sant'Antonio

A Firenze sono esistite nel corso dei secoli centinaia di confraternite, dette "compagnie" o "società" se riservate prevalentemente ai laici, "congreghe" o "congregazioni" se riservate ai religiosi.

## Storia
Varie forme di associazione cristiana tra laici esistettero fin dalle origini del Cristianesimo, ma fu soprattutto tra Due e Trecento che, su impulso degli ordini mendicanti, esse ebbero una notevole diffusione e inquadramento, quali associazioni volontarie, gerarchicamente definite e riconosciute dalle autorità religiose. Se i Domenicani promossero associazioni soprattutto con scopi di spirituali e caritativi (quali la preghiera comune, la celebrazione delle feste, l'organizzazione di pellegrinaggi e la raccolta di elemosine per i poveri), i Francescani sostennero la fondazione di confraternite soprattutto penitenziali, legate alle predicazioni di sant'Antonio da Padova (1233), di Ranieri Fasani (1260), e alle precessioni dei Bianche che dalla fine del Trecento percorsero l'Italia flagellandosi e suscitando stupore e ammirazioni nel popolo.

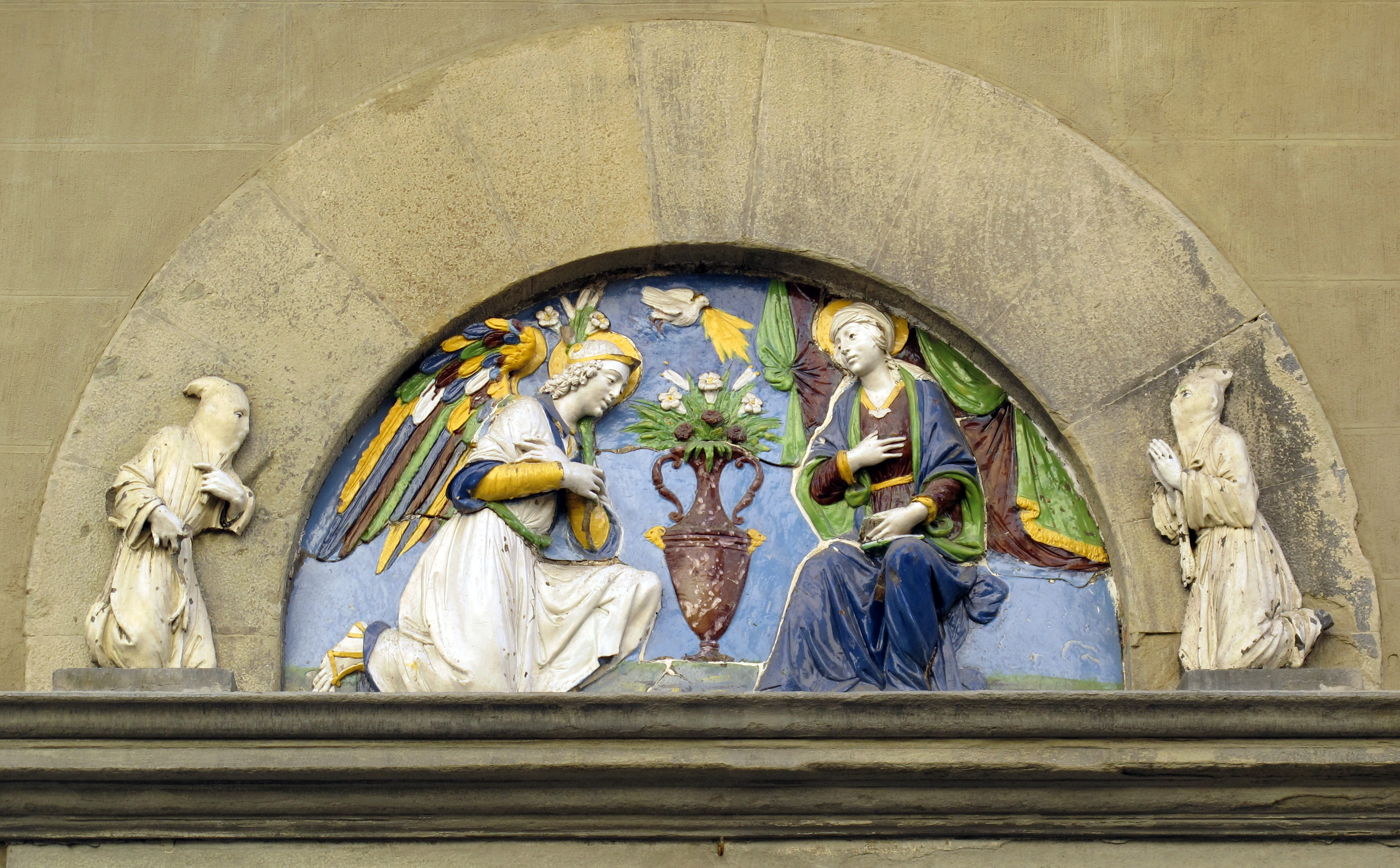
Lunetta dell'oratorio di San Pierino, con confratelli incappucciati

Anche a Firenze questo schema trovò un ampio seguito, come testimoniano tra l'altro il gran numero di "Crocifissi dei Bianchi" sparsi nelle chiese fiorentine. Esistettero in città numerosi sodalizi con lo scopo di aumentare il culto pubblico, coordinando un gruppo di fedeli in alcune pratiche devozionali; inoltre spesso essi offrivano mutuo soccorso ai confratelli in caso di malattia, problemi economici o vecchiaia, attraverso e la gestione di ospedali, casse comuni, ospizi e ricoveri, talvolta aperti anche ad alcune categorie esterne, come i pellegrini o i malati della zona. Alcune di esse, dette "di carità", inoltre si occupavano di assistere e prestare aiuto ad alcuni bisognosi "esterni", come i poveri, gli infermi, i pellegrini, i carcerati, i condannati a morte da confortare, i morti da seppellire. Dagli anni sessanta del Duecento si diffusero inoltre le Compagnie dei Laudesi, che praticavano la preghiera col canto delle Laudi, soprattutto rivolte a Maria.
Allo scopo di assistere i confratelli bisognosi si dedicavano soprattutto le compagnie "professionali", cioè che raccoglievano coloro che esercitavano una determinata professione, o "nazionali", legate cioè a un gruppo di forestieri residenti in città: come un sottoinsieme ristretto delle "arti", capitava che in queste compagnie si discutesse spesso anche di aspetti professionali e di politica, tanto che fosse rigidamente proibito l'accesso alle riunioni a figure esterne. Spesso questi aspetti politici degenerarono, tanto che il pretesto di riunirsi, in alcuni casi, era ormai diventato quello di congiurare contro le consorterie avverse e, come ricorda Scipione Ammirato, già nel 1419 si dovettero prendere provvedimenti per sopprimere quelle confraternite "deviate", ormai diventate un pericolo per la Repubblica. Pare che la stessa cacciata del Duca d'Atene fosse stata organizzata nelle riunioni segrete di alcune confraternite.
Nel XIV già le confraternite erano alcune decine. Nuovo impulso fu dato da Antonino Pierozzi, che fondò i Buonomini di San Martino (forse il gruppo laicale più significativo del Quattrocento fiorentino), revisionò scrupolosamente i capitoli e gli statuti delle confraternite esistenti, e diede impulso alla nascita delle "buche", cioè quelle confraternite in cui gli iscritti si riunivano la notte, il sabato e alla vigilia delle feste, pregando nei loro oratori, riposando a turno in dormitori comuni, svegliandosi poi tutti per il "mattutino" prima di tornare alle pratiche devote. Lo stesso Lorenzo de' Medici fece parte della Buca di San Paolo, a testimoniare l'importanza e il prestigio di queste forme di devozione.
Dopo il Concilio di Trento il fenomeno delle confraternite raggiunse il suo apice, essendo molto sentita l'esigenza dell'elevazione spirituale attraverso il culto di Dio e dei Santi.

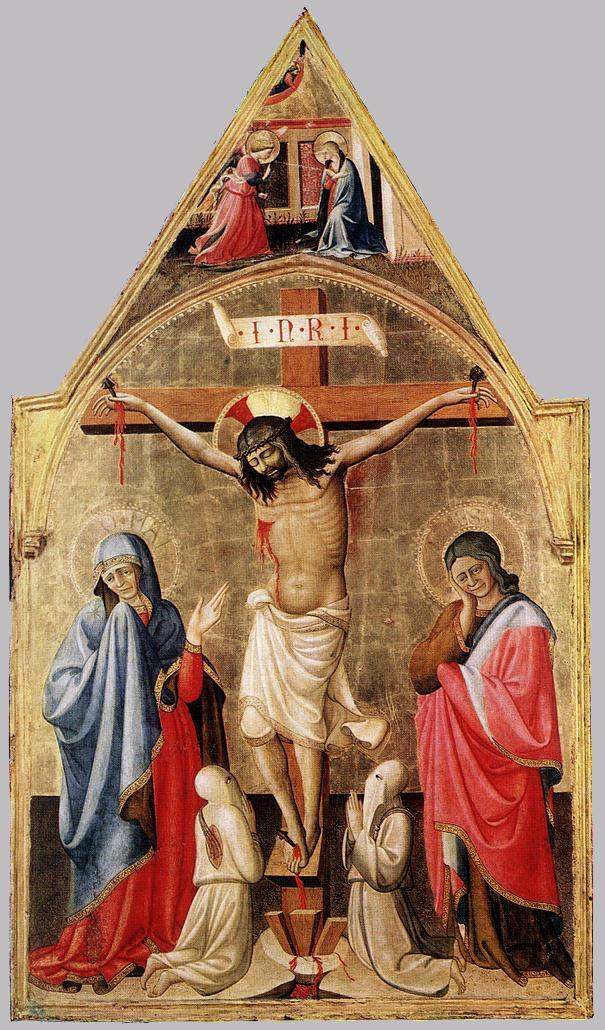
Antonio da Firenze, Crocifissione con disciplinati, Hermitage

Il colpo più duro al mondo delle compagnie fiorentine fu dato da Pietro Leopoldo che, dopo aver studiato bene la situazione con un censimento di queste associazioni nel 1783 (arrivando a contarne circa 250, con un totale di ben 35.000 iscritti, su una popolazione di meno di 100.000 unità), con un motu proprio del 21 marzo del 1785 tutte le soppresse tranne nove, quelle caratterizzate dalla prevalente attività assistenziale e caritatevole. E sebbene molte vennero ripristinate dal consiglio di Reggenza in seguito alle proteste del 1790, la loro funzione si era ormai andata ad esaurirsi, tanto che nel corso dei decenni successivi andarono quasi tutte scomparendo in maniera "naturale", restando vive solo sulla carta, tanto che per molte di esse, inattive da tempo immemore, non è possibile trovare una data esatta di scioglimento.
Sopravvivono alcune confraternita dalla lunghissima storia, come quella dei Vanchetoni, quella di Sant'Antonio Abate o quella della Misericordia. Quest'ultima appare oggi sicuramente come la più fiorente e radicata, tanto da aver dato ormai origine a numerose confraternite della Misericordia in molte altre città e centri minori, oltre che in alcuni quartieri fiorentini.

## Vita religiosa
Le confraternite si riunivano in giorni stabiliti ("tornate"), spesso un paio di domeniche al mese, più per una serie di feste comandate, tra cui spiccava quella del santo patrono della confraternita stessa. Si dividevano in diurne e notturne (queste ultime si riunivano di notte alla vigilia delle feste), e alcune di esse prevedevano l'uso della disciplina.
Come sede potevano riunirsi nei sotterranei o nei chiostri delle chiese, in cappelle e presso altari appositamente destinati ad esse, o talvolta disponevano di un proprio oratorio, magari annesso a un piccolo ospedale o ad altri ambienti.

## Possedimenti e mecenatismo
Le confraternite spesso abbellivano le proprie sedi con opere d'arte: commissionavano pale d'altare (magari a pittori che ne facevano parte), possedevano oggetti liturgici preziosi, venerate reliquie e antichissimi crocifissi che spesso portavano in precessione. Le confraternite più ricche facevano indossare ai confratelli vesti con le insegne del sodalizio ricamate sopra e sfilavano nelle processioni in lunghe file omogenee molto suggestive.
Oggi il mondo delle confraternite fiorentine appare solo in parte studiato, anche per la sua vastità ed estensione temporale in più di 500 anni: i loro stemmi si possono trovare sugli altari o sulle opere d'arte nelle chiese, ma vi sono relativamente poche pubblicazioni che ne trattino. Inoltre possedettero spesso case messe a fruttare a rendita, sui quali esistono ancora oggi dei pietrini che ne ricordano l'antico possesso.

## Elenco
Un elenco completo delle confraternite fiorentine esistite nei secoli non è mai stato compilato, quindi è da intendersi come parziale, frutto delle notizie tratte dalle diverse fonti indicate. Si dà qui conto solo delle confraternite che si riunivano nel centro storico, sono escluse quelle del contado.
| Nome                                                                  | Altri nomi | Tipo                     | Fondazione                    | Scioglimento                                  | Sede principale | Fonte                       |
| --------------------------------------------------------------------- | --- | ------------------------ | ----------------------------- | --------------------------------------------- | --- | --------------------------- |
| Congrega di Gesù Pellegrino                                           | Congrega Maggiore, Congrega dei sacerdoti della Casa di Dio e del Santo Salvatore, i Pretoni                                                                                            | per religiosi            | 1131                          | 1785                                          | Oratorio di Gesù Pellegrino                                                                                                   | [ 6 ]                       |
| Compagnia di Santa Maria delle Laudi di Santa Croce                   | | laudesi                  | 1240 circa                    | 1785                                          | Santa Croce | [ 7 ]                       |
| Arciconfraternita della Misericordia                                  | |                          | 1244                          | esistente                                     | Oratorio della Misericordia                                                                                                   | [ 8 ]                       |
| Compagnia di Santa Maria del Bigallo                                  | Compagnia del Bigallo |                          | 1244                          | esistente                                     | Loggia del Bigallo | [ 9 ]                       |
| Compagnia di Santa Maria delle Laudi                                  | Compagnia di Sant'Agnese | laudesi                  | 1248                          | 1785                                          | Carmine | [ 10 ]                      |
| Compagnia di Santa Maria dei Raccomandati                             | Compagnia della Crocetta |                          | 1248                          | 1785                                          | Carmine | [ 11 ]                      |
| Compagnia di Sant'Onofrio dei Tintori                                 | | professionale            | 1280                          | 1785                                          | Sant'Onofrio, spedale dei Tintori, tiratoio dell'Uccello                                                                      |                             |
| Compagnia di San Zanobi                                               | |                          | 1281                          | 1785                                          | Duomo di Firenze | [ 12 ]                      |
| Compagnia del Santissimo Sacramento di Santa Lucia sul Prato          | | sacramentale             | 1291, ripristinata 1790       | 1785 poi XIX secolo                           | Santa Lucia sul Prato | [ 13 ] [ 14 ]               |
| Compagnia dei Laudesi di Orsanmichele                                 | | laudesi                  | 1244-1245 circa               | 1752                                          | Orsanmichele | [ 15 ]                      |
| Compagnia dei Laudesi di Santo Spirito                                | | laudesi                  | 1503 circa                    |                                               | spedale dello Spirito Santo                                                                                                   | [ 16 ]                      |
| Compagnia della Purificazione di Maria Vergine                        | Compagnia di Monte Oliveto, dei Ciccialardoni |                          | 1297                          | 1785                                          | Monteoliveto | [ 17 ]                      |
| Buca di San Jacopo                                                    | Compagnia del Nicchio | notturna, disciplina     | 1300 circa                    | esistente                                     | San Jacopo Oltrarno | [ 18 ] [ 19 ] [ 14 ]        |
| Compagnia di Santa Maria del Giglio dei Ciechi                        | |                          | 1321, ripristinata 1790       | 1785, poi XIX secolo                          | San Jacopo in Campo Corbolini                                                                                                 | [ 20 ]                      |
| Compagnia di San Frediano                                             | Compagnia della Bruciata |                          | 1323                          | 1785                                          | chiesa di San Frediano Vecchio                                                                                                | [ 21 ]                      |
| Compagnia di Sant'Omobono dei Sarti                                   | | professionale            | 1330 circa, ripristinata 1790 | 1785, poi?                                    | Badia Fiorentina | [ 22 ] [ 23 ]               |
| Compagnia del Gesù                                                    | Compagnia della Disciplina di Santa Croce | disciplina               | 1332                          | 1785                                          | Santa Croce | [ 24 ]                      |
| Compagnia dei Caponi                                                  | Compagnia del Salvatore Pellegrino, Compagnia della Misericordia del Salvatore, Compagnia dei Disciplinati della Cappella dei Santi Simone e Taddeo Compagnia di San Niccolò dei Caponi | disciplina               | 1333                          | 1785                                          | Santa Maria Novella, Carmine                                                                                                  | [ 25 ] [ 26 ]               |
| Compagnia di San Niccolò di Bari                                      | | disciplina               | 1334                          | 1785                                          | Carmine | [ 27 ]                      |
| Compagnia di Santa Maria della Croce al Tempio                        | Compagnia dei Neri, Compagnia del Tempio, Buononimi delle Stinche |                          | 1343, ripristinata 1912       | 1795, poi esistente                           | Chiesetta del Tempio, oratorio di Santa Maria della Croce al Tempio, spedale di San Niccolò degli Aliotti                     | [ 28 ]                      |
| Compagnia della Santa Croce dei Tessitori di seta                     | Compagnia dei Tessitori e Torcitori di Seta | professionale            | 1350 circa                    | 1785                                          | San Marco, loggia dei Tessitori, Santa Maria Nuova                                                                            | [ 29 ] [ 23 ]               |
| Compagnia di San Francesco del Martello                               | |                          | 1350 circa                    | 1785                                          | Santa Croce | [ 30 ] [ 23 ]               |
| Compagnia di San Benedetto Nero                                       | | disciplina               | 1351, ripristinata 1790       | 1785, poi XIX secolo                          | San Salvatore a Camaldoli, Santa Trinita, Santa Maria Novella                                                                 | [ 31 ]                      |
| Compagnia di San Benedetto Bianco                                     | | disciplina               | 1357                          | anni 1940                                     | San Salvatore a Camaldoli, Santo Spirito, Santa Trinita, Santa Maria Novella, Chiesa della Beata Elisabetta Vendramini        | [ 32 ] [ 14 ]               |
| Compagnia di San Giovanni Battista                                    | Compagnia dello Scalzo, Compagnia della Passione di Cristo, Compagnia del Nome Santissimo di Gesù                                                                                       |                          | 1376                          | 1785                                          | San Jacopo in Campo Corbolini, San Giovannino dei Cavalieri, Oratorio dello Scalzo                                            | [ 33 ] [ 19 ]               |
| Compagnia di San Niccolò del Ceppo                                    | |                          | 1380 circa                    | esistente                                     | San Girolamo, oratorio di San Niccolò del Ceppo                                                                               | [ 34 ] [ 19 ] [ 14 ]        |
| Compagnia dei Santissimi Innocenti                                    | Compagnia dei Nocentini, del Nocentino |                          | 1389                          | 1785                                          | Santa Maria Novella | [ 35 ]                      |
| Compagnia dei Santi Re Magi                                           | Compagnia della Stella |                          | 1390 circa                    | 1494                                          | San Marco | [ 36 ]                      |
| Compagnia del Bechella                                                | Compagnia di San Domenico |                          | 1398, ripristinata nel 1790   | 1785, poi ?                                   | Santa Maria Novella, Ognissanti                                                                                               | [ 37 ]                      |
| Compagnia di Sant'Agostino                                            | Compagnia del Crocifisso dei Bianchi |                          | 1399                          | 1785                                          | Santo Spirito | [ 38 ]                      |
| Compagnia della Nunziata                                              | Compagnia della Santissima Annunziata, della Nunziatina |                          | 1400 circa                    | 1784 (fusione), poi 1785                      | San Pancrazio, Santissima Annunziata, spedale degli Innocenti, oratorio di San Pierino                                        | [ 40 ]                      |
| Compagnia di San Giovanni Evangelista                                 | Compagnia del Vangelista | fanciulli                | 1400 circa                    | 1785                                          | chiesa della Trinità Vecchia dei Gesuati                                                                                      | [ 41 ] [ 19 ] [ 14 ] [ 42 ] |
| Compagnia della Nunziata e di Sant'Antonio da Padova                  | | fanciulli                | 1441                          | 1785                                          | chiesa di San Girolamo alla Costa                                                                                             | [ 43 ]                      |
| Compagnia del Crocifisso dei Bianchi                                  | Compagnia dei Bianchi | disciplina               | 1400                          | 1531 (fusione)                                | San Pietro del Murrone | [ 45 ]                      |
| Compagnia di Santa Maria Maddalena                                    | |                          | ?                             | 1531 (fusione)                                | oratorio della Maddalena | [ 45 ]                      |
| Compagnia della Rosa                                                  | Compagnia di Santa Rosa da Viterbo | 1450 circa               | ?                             | Santa Maria degli Angiolini                   | [ 45 ] |                             |
| Opera di Carità dei Cappellani del Duomo                              | | per religiosi            | 1487                          | ?                                             | Duomo di Firenze | [ 47 ]                      |
| Compagnia del Crocifisso e Santa Maria Maddalena dei Bianchi          | | disciplina               | 1531 (fusione)                | 1785                                          | San Pietro Murrone, San Michele Visdomini, Sant'Egidio, San Benedetto                                                         | [ 45 ]                      |
| Compagnia del Santissimo Sacramento di San Frediano                   | Compagnia del Corpus Domini di San Frediano | sacramentale/disciplina  | 1400, ripristinata 1790       | 1785, poi ?                                   | chiesa di San Frediano Vecchio                                                                                                | [ 49 ] [ 14 ]               |
| Compagnia di Sant'Eligio degli Orefici                                | Compagnia di San Lò, di Sant'Alò | professionale            | 1400                          | 1785                                          | Santo Stefano al Ponte, Santa Cecilia, via Laura                                                                              | [ 50 ]                      |
| Compagnia di Sant'Eligio dei Manescalchi                              | Compagnia di San Lò, dei Manescalchi e dei Calderai | professionale            | 1370 circa                    | 1785                                          | Via San Gallo | [ 50 ] [ 23 ]               |
| Buca di San Girolamo                                                  | Compagnia di San Girolamo, Buca di San Girolamo in via della Sapienza, Buca di San Girolamo dei Leoni                                                                                   | disciplina               | 1405                          | 1912 (fusione)                                | San Girolamo (Fiesole), spedale di San Matteo, oratorio di San Francesco Poverino                                             |                             |
| Compagnia di San Girolamo e San Francesco Poverino                    | |                          | 1912                          | esistente                                     | oratorio di San Francesco Poverino                                                                                            | [ 53 ]                      |
| Compagnia dell'Arcangelo Raffaello                                    | Compagnia della Natività, Compagnia dell'Agniol Raffaello, Compagnia della Scala | dottrina                 | 1411                          | 1785                                          | Santa Maria Novella | [ 54 ] [ 19 ] [ 14 ] [ 55 ] |
| Compagnia di San Giuseppe dei Legnaiuoli                              | | professionale            | 1420                          | 1785                                          | San Pancrazio, Canto dei Carnesecchi                                                                                          | [ 56 ] [ 23 ]               |
| Compagnia della Purificazione di Maria e di San Zanobi                | Compagnia di San Marco | dottrina                 | 1427                          | 1785                                          | San Marco | [ 57 ] [ 19 ] [ 14 ]        |
| Buca di San Paolo                                                     | | disciplina               | 1434                          | 1785                                          | chiesa della Trinità Vecchia dei Gesuati                                                                                      | [ 58 ]                      |
| Compagnia di Santa Concordia                                          | |                          | 1436                          | 1785                                          | San Barnaba | [ 59 ]                      |
| Buca di San Girolamo sulla Costa San Giorgio                          | | disciplina               | 1441                          | 1785                                          | San Giorgio alla Costa | [ 60 ]                      |
| Compagnia di Sant'Alberto Bianco                                      | Compagnia della Dottrina dell'Assunta |                          | 1442                          | 1785                                          | Carmine | [ 61 ] [ 19 ] [ 14 ]        |
| Congregazione dei Buonomini di San Martino                            | |                          | 1442                          | esistente                                     | Oratorio dei Buonomini di San Martino                                                                                         | [ 63 ]                      |
| Compagnia di Santa Maria della Neve                                   | |                          | 1445, ripristinata 1790       | 1785, poi ?                                   | Oratorio della Compagnia di Santa Maria della Neve                                                                            | [ 64 ]                      |
| Compagnia di San Lorenzo in Piano                                     | Compagnia di San Lorenzino |                          | 1447                          | 1784 (fusione), poi 1785                      | Santissima Annunziata, oratorio di San Pierino                                                                                | [ 66 ] [ 14 ]               |
| Compagnia di San Lorenzo in Palco                                     | |                          |                               | 1785                                          | Monte Oliveto | [ 66 ] [ 14 ]               |
| Compagnia di San Francesco Poverino                                   | |                          | 1450 circa, ripristinata 1790 | 1785, poi 1912 (fusione)                      | San Niccolò Oltrarno, via San Zanobi, San Giovannino dei Cavalieri, oratorio di San Francesco Poverino                        | [ 68 ] [ 14 ]               |
| Compagnia di San Bernardino                                           | Compagnia del Bernardino, Compagnia di Santa Caterina d'Alessandria |                          | 1451                          | 1785                                          | Santa Croce | [ 69 ] [ 19 ] [ 14 ]        |
| Compagnia di San Sebastiano                                           | Compagnia delle Laudi della Vergine Maria a Cafaggio, di San Filippo e San Gherardo, Compagnia di San Bastiano                                                                          | laudesi                  | 1451                          | 1785                                          | Santissima Annunziata | [ 70 ] [ 14 ]               |
| Compagnia di Sant'Andrea dei Purgatori e Cardatori                    | | professionale            | 1451                          | 1785                                          | Borgo La Croce | [ 71 ] [ 26 ]               |
| Compagnia di San Giorgio dei Cornacchioni                             | |                          | 1451                          | 1785                                          | San Giorgio alla Costa | [ 72 ]                      |
| Compagnia della Pura                                                  | Compagnia della Purità di Maria Vergine |                          | 1472                          | 1785                                          | Santa Maria Novella | [ 73 ] [ 74 ]               |
| Compagnia di San Michele Arcangelo della Pace                         | Compagnia di San Michele della Pace | dottrinale               | 1474                          | 1785                                          | Oratorio della Compagnia di San Michele della Pace                                                                            | [ 75 ] [ 19 ] [ 14 ]        |
| Compagnia dei Diecimila Martiri                                       | |                          | 1478                          | 1785                                          | San Salvatore al Monte, Carmine, San Pancrazio                                                                                | [ 76 ]                      |
| Compagnia di San Domenico della Notte                                 | | notturna                 | XVI secolo                    | 1785                                          | Oratorio della Compagnia di Santa Maria della Neve                                                                            | [ 77 ]                      |
| Compagnia di Santa Maria Maddalena                                    | Compagnia di San Francesco e Santa Maria Maddalena |                          | 1480 circa                    | 1785                                          | Santa Croce | [ 78 ] [ 23 ]               |
| Compagnia della Pietà del Chiodo                                      | Compagnia di Gesù Crocifisso del Chiodo |                          | 1482                          | 1785                                          | Carmine | [ 79 ] [ 14 ]               |
| Buca di Sant'Antonio Abate                                            | Buca in Pinti, Compagnia del Santo Ritiro | disciplina, notturna     | 1485                          | esistente                                     | San Cristoforo degli Adimari, Santissima Annunziata, Borgo Pinti, via Alfani                                                  | [ 80 ]                      |
| Compagnia della Resurrezione                                          | Compagnia del Resurrexit |                          | 1486                          | 1785                                          | San Basilio degli Armeni | [ 81 ] [ 19 ] [ 14 ]        |
| Compagnia di San Michele Arcangelo degli Stropiccioni                 | Compagnia della Carità |                          | 1492                          | 1785                                          | Santa Maria dei Ricci | [ 82 ]                      |
| Compagnia di San Giobbe                                               | |                          | 1499                          | 1785                                          | Santissima Annunziata | [ 83 ]                      |
| Compagnia del Santissimo Sacramento di San Lorenzo                    | | sacramentale             | 1500 circa, ripristinata 1790 | 1785, poi XX secolo                           | San Lorenzo | [ 84 ]                      |
| Compagnia del Santissimo Sacramento di San Remigio                    | | sacramentale             | 1500 circa                    | 1785                                          | San Remigio | [ 85 ]                      |
| Compagnia della Natività dei Maria Vergine dei Librai                 | Compagnia della Natività dei Librai, Stampatori e Cartai | professionale            | 1500 circa, ripristinata 1790 | 1785, poi esistente ma inattiva dal XX secolo | Santa Croce | [ 86 ] [ 26 ] [ 14 ]        |
| Compagnia dei Santi Crispino e Crespiniano dei Calzolai               | Compagnia di San Crispino de' Calzolai | professionale            | 1502                          | 1784 (fusione), poi 1785                      | Oratorio di Santa Maria della Neve, Santissima Annunziata, oratorio dei Santi Crispino e Crespiniano, oratorio di San Pierino | [ 88 ] [ 26 ]               |
| Compagnia di San Rocco                                                | |                          | 1504, ripristinata 1790       | 1785, poi ?                                   | Ospedale di San Rocco | [ 89 ]                      |
| Compagnia di San Bartolomeo dei Pizzicagnoli                          | | professionale            | 1509, ripristinata 1790       | 1785, poi ?                                   | Oratorio di San Bartolomeo dei Pizzicagnoli                                                                                   | [ 90 ] [ 23 ]               |
| Compagnia di Santo Stefano Protomartire                               | Compagnia del Ciottolo |                          | 1538                          | 1785                                          | San Firenze | [ 91 ] [ 14 ]               |
| Compagnia della Santissima Trinità                                    | |                          | 1541, ripristinata 1790       | 1785, poi ?                                   | Santa Trinita | [ 92 ]                      |
| Compagnia di San Carlo dei Lombardi                                   | Compagnia di San Carlo de' Lombardi, degli Imbiancatori, Pasticceri, Servitori e altri della Nazione di Lombardia                                                                       | professionale/nazionale  | 1545                          | 1785                                          | San Pietro del Murrone, San Miniato tra le torri, San Carlo dei Lombardi                                                      | [ 93 ] [ 26 ] [ 14 ]        |
| Compagnia di San Pietro Apostolo dei Gabellieri                       | | professionale            | 1547                          | 1785                                          | Chiesa del Ceppo di via San Gallo                                                                                             | [ 94 ]                      |
| Compagnia di Santa Maria Assunta della Ninna                          | |                          | 1550 circa                    | 1785                                          | San Pier Scheraggio | [ 95 ]                      |
| Compagnia del Santissimo Sacramento di Ognissanti                     | | sacramentale             | 1565, ripristinata 1790       | 1785, poi XIX secolo                          | Ognissanti | [ 96 ] [ 19 ] [ 14 ]        |
| Compagnia dei Contemplanti di San Tommaso d'Aquino                    | |                          | 1567, ripristinata 1790       | 1785, poi esistente                           | Oratorio di San Tommaso | [ 98 ]                      |
| Compagnia del Preziosissimo Sangue di Gesù                            | |                          | 1573                          | 1785                                          | San Lorenzo | [ 99 ]                      |
| Compagnia di Sant'Antonio Abate dei Macellari                         | | professionale            | 1577, ripristinata 1790       | 1785, poi ?                                   | San Pier Scheraggio, Santa Croce, San Procolo                                                                                 | [ 100 ] [ 23 ]              |
| Compagnia di Sant'Antonio dei Rammendatori                            | | professionale            |                               | 1785                                          | Santa Croce | [ 23 ]                      |
| Compagnia di San Bonaventura dei Carcerati                            | |                          | 1581                          | 1785                                          | Santa Croce | [ 101 ]                     |
| Compagnia di Santa Maria di Loreto                                    | |                          | 1584                          | 1785                                          | Santa Croce | [ 102 ] [ 14 ]              |
| Compagnia di San Filippo Benizi                                       | Compagnia di San Filippo Benizi Bianco |                          | 1587                          | 1785                                          | Santissima Annunziata, Santa Maria Nuova, oratorio nel loggiato dei Serviti                                                   | [ 103 ] [ 14 ]              |
| Congregazione di San Giovanni Battista                                | | per religiosi            | 1701                          | 1892                                          | Palazzo dell'Arte dei Beccai, poi ex-residenza dell'Arte dei Linaiuoli e Rigattieri                                           |                             |
| Compagnia di San Filippo Benizi                                       | Compagnia di San Filippo Benizi Nero |                          | 1714                          | 1785                                          | Santa Croce | [ 104 ]                     |
| Compagnia di San Francesco di Paola dei Tessitori d'Opera             | | professionale            | 1595                          | 1785                                          | San Paolino | [ 105 ] [ 14 ]              |
| Compagnia della Santissima e Immacolata Concezione                    | Compagnia della Concezione dei Vigilanti | notturna                 |                               | 1785                                          | San Paolino | [ 106 ] [ 14 ]              |
| Compagnia delle Sacre Stimmate di San Francesco d'Assisi              | Compagnia delle Stimmate |                          | 1596                          | esistente                                     | Oratorio delle Stimmate | [ 107 ] [ 14 ]              |
| Compagnia del Santissimo Sacramento di Santa Lucia dei Magnoli        | | sacramentale             | 1600 circa                    | 1785                                          | Santa Lucia dei Magnoli | [ 108 ]                     |
| Congregazione della Dottrina Cristiana                                | Arciconfraternita di San Francesco dei Vanchetoni, Compagnia della Dottrina dei Fanciulli                                                                                               | dottrina                 | 1602                          | esistente                                     | Santa Lucia sul Prato, Oratorio dei Vanchetoni                                                                                | [ 109 ] [ 19 ]              |
| Compagnia di Santa Maria Imprunetana dei Bini                         | |                          | 1613, ripristinata 1790       | 1785, poi fine XIX secolo                     | Oratorio dei Bini | [ 110 ]                     |
| Congregazione dell'Oratorio di San Filippo Neri                       | |                          | 1632                          | 1875                                          | San Firenze | [ 111 ]                     |
| Compagnia di Sant'Anna dei Palafrenieri                               | | professionale            | 1673 ripristinata 1790        | 1785, poi inizio XX secolo                    | San Bertolomeo, San Ruffillo, Cappella di San niccolò in Santa Maria Novella, Santo Stefano al Ponte, San Lorenzo             | [ 112 ] [ 23 ]              |
| Compagnia dei Ciabattini                                              | | professionale            |                               | 1785                                          | Santa Maria degli Ughi | [ 23 ]                      |
| Compagnia di San Martino degli Osti                                   | | professionale            |                               | 1785                                          | Oratorio di San Martino degli Osti                                                                                            | [ 23 ]                      |
| Compagnia di Santa Caterina dei Barbieri                              | | professionale            |                               | 1785                                          | piazza Madonna degli Aldobrandini                                                                                             | [ 23 ]                      |
| Compagnia di Santa Barbara dei Bombardieri, Archibusieri e Battiloro  | | professionale            |                               | 1785                                          | Carmine | [ 23 ]                      |
| Compagnia della Pietà dei Tavolaccini                                 | Compagnia della Rotella, Compagnia dei Fanti del Rotellino | professionale            |                               | 1785                                          | San Pier Scheraggio | [ 23 ]                      |
| Compagnia di Sant'Antonio degli Uomini della Guardia del Fuoco        | | professionale            |                               | 1785                                          | Santa Maria in Campidoglio | [ 113 ]                     |
| Compagnia dei Santi Cosma e Damiano degli Speziali, Medici e Cerusici | | professionale            |                               | 1785                                          | Borgo dei Greci | [ 23 ]                      |
| Compagnia di San Pietro dei Cassieri dei Cittadini alle Porte         | | professionale            |                               | 1785                                          | Borgo Ognissanti | [ 23 ]                      |
| Compagnia della Visitazione degli Scolari delle Scuole Pie            | | professionale            |                               | 1785                                          | Via dello Studio | [ 23 ]                      |
| Compagnia di Sant'Antonio dei Mugnai                                  | | professionale            |                               | 1785                                          | Le Mulina | [ 23 ]                      |
| Compagnia dei Santi Antonio e Riccardo dei Cocchieri                  | | professionale            |                               | 1785                                          | Carmine, Santissima Annunziata                                                                                                | [ 23 ]                      |
| Compagnia dei Santi Antonio e Francesco dei Bicchiarai e Vetrai       | | professionale            |                               | 1785                                          | Via dei Calzaiuoli | [ 23 ]                      |
| Compagnia del Beato Piero Pettinagnolo                                | | professionale            |                               | 1785                                          | Santa Croce | [ 23 ]                      |
| Compagnia dei Cuoiai                                                  | | professionale            |                               | 1785                                          | San Paolino | [ 23 ]                      |
| Compagnia di Sant'Alessandro dei Bracini e Carbonai                   | | professionale            |                               | 1785                                          | | [ 26 ]                      |
| Compagnia di San Fiacre dei Giardinieri                               | Compagnia di San Fiacrio | professionale            |                               | 1785                                          | Santo Spirito | [ 26 ]                      |
| Compagnia di San Luca dei Pittori                                     | Compagnia di San Luca dei Pittori, Doratori e Scultori | professionale            |                               | 1784                                          | Santa Maria Nuova, Rotonda degli Scolari, Cappella dei Pittori alla Santissima Annunziata                                     | [ 26 ] [ 14 ]               |
| Compagnia di San Francesco dei Convalescenti                          | |                          |                               | 1785                                          | Ospedale di San Paolo | [ 26 ]                      |
| Compagnia di San Sebastiano del Poponcino                             | |                          |                               | 1785                                          | Carmine | [ 26 ]                      |
| Compagnia di San Giovanni in Verzaia                                  | |                          |                               | 1785                                          | Santa Maria in Verzaia | [ 19 ] [ 14 ]               |
| Compagnia del Nome di Dio                                             | Compagnia del Nome di Gesù di San Frediano |                          |                               | 1785                                          | chiesa di San Frediano Vecchio                                                                                                | [ 19 ] [ 14 ]               |
| Compagnia di San Sebastiano in San Jacopo                             | San Sebastiano dei Fanciulli | fanciulli                | 1460                          | 1727 (fusione)                                | San Jacopo del Nicchio | [ 19 ] [ 14 ]               |
| Compagnia dell'Assunta dei Battilani                                  | Compagnia dell'Assunta in Cielo di via delle Ruote | professionale            | 1380                          | 1785                                          | Chiesa dei Battilani | [ 74 ] [ 14 ]               |
| Compagnia dell'Assunta di San Pier Scheraggio                         | |                          |                               | 1785                                          | San Pier Scheraggio | [ 74 ] [ 14 ]               |
| Compagnia dell'Assunta di San Pier Maggiore                           | |                          |                               | 1785                                          | San Pier Maggiore | [ 74 ]                      |
| Compagnia dell'Assunta di San Pier Gattolino                          | |                          |                               | 1785                                          | San Pier Gattolino | [ 74 ]                      |
| Compagnia dell'Assunta di Via Tedesca                                 | |                          |                               | 1785                                          | Via Nazionale/via dell'Ariento                                                                                                | [ 74 ]                      |
| Compagnia dell'Assunta di San Niccolò Oltrarno                        | |                          |                               | 1785                                          | San Niccolò Oltrarno | [ 74 ]                      |
| Compagnia di San Giorgio e Sant'Antonio dei Fanciulli                 | |                          |                               | 1785                                          | San Girolamo alla Costa | [ 14 ]                      |
| Compagnia della Trinità in San Raffaello                              | |                          |                               | 1785                                          | | [ 14 ]                      |
| Compagnia del Sacramento di San Michelino degli Antinori              | |                          |                               | 1785                                          | Santi Michele e Gaetano | [ 14 ]                      |
| Compagnia del Sacramento di San Niccolò Oltrarno                      | |                          |                               | 1785                                          | San Niccolò Oltrarno | [ 14 ]                      |
| Compagnia del Sacramento di San Jacopo Soprarno                       | |                          |                               | 1785                                          | San Jacopo Soprarno | [ 14 ]                      |
| Compagnia del Sacramento di San Firenze                               | |                          |                               | 1785                                          | San Firenze | [ 14 ]                      |
| Compagnia del Sacramento di San Michele Visdomini                     | |                          |                               | 1785                                          | San Michele Visdomini | [ 14 ]                      |
| Compagnia del Sacramento di Santa Maria Novella                       | |                          |                               | 1785                                          | Santa Maria Novella | [ 14 ]                      |
| Compagnia del Sacramento di Santa Trinita                             | |                          |                               | 1785                                          | Santa Trinita | [ 14 ]                      |
| Compagnia del Sacramento di San Pier Maggiore                         | |                          |                               | 1785                                          | San Pier Maggiore | [ 14 ]                      |
| Compagnia del Sacramento di San Lorenzo                               | |                          |                               | 1785                                          | San Lorenzo | [ 14 ]                      |
| Compagnia del Sacramento di Sant'Ambrogio                             | |                          |                               | 1785                                          | Sant'Ambrogio | [ 14 ]                      |
| Compagnia dei Santi Jacopo e Filippo                                  | Compagnia della Carità |                          |                               | 1785                                          | Oratorio dei Santi Jacopo e Filippo                                                                                           | [ 14 ]                      |
| Compagnia di Sant'Alberto della Morte                                 | |                          |                               | 1785                                          | | [ 14 ]                      |
| Compagnia dei Martiri di San Pancrazio                                | |                          |                               | 1785                                          | San Pancrazio | [ 14 ]                      |
| Compagnia dei Santi Cosma e Damiano                                   | |                          |                               | 1785                                          | Carmine | [ 14 ]                      |
| Compagnia di San Nicola dello Zoccolo                                 | |                          |                               | 1785                                          | | [ 14 ]                      |
| Compagnia di San Giovanni Battista dei Cavalieri                      | |                          |                               | 1785                                          | San Giovannino dei Cavalieri                                                                                                  | [ 14 ]                      |
| Compagnia di San Domenico in Palazzuolo                               | |                          |                               | 1785                                          | via Palazzuolo | [ 14 ]                      |
| Compagnia di Santa Felicita                                           | |                          |                               | 1785                                          | Santa Felicita | [ 14 ]                      |
| Compagnia di San Giovanni Decollato dei Norcini                       | Compagnia di San Giovanni Battista dei Norcini e Facchini, Compagnia dei Portatori da Norcia                                                                                            | professionale, nazionale | 1317                          | 1785                                          | Ospedale di San Giovanni Decollato dei Norcini                                                                                | [ 115 ]                     |
| Compagnia di San Sebastiano dei Genovesi                              | | nazionale                |                               | 1785?                                         | | [ 2 ]                       |
| Compagnia di Santa Barbara dei Fiamminghi                             | | nazionale                |                               | 1785?                                         | Santissima Annunziata | [ 2 ]                       |